# Greenwood, Wisconsin
Greenwood là một thành phố thuộc quận Clark, tiểu bang Wisconsin, Hoa Kỳ. Năm 2000, dân số của thành phố này là 1079 người.